# Coin (Iowa)
Coin é uma cidade localizada no estado americano de Iowa, no Condado de Page.

## Demografia
Segundo o censo americano de 2000, a sua população era de 252 habitantes.
Em 2006, foi estimada uma população de 210, um decréscimo de 42 (-16.7%).

## Geografia
De acordo com o United States Census Bureau tem uma área de
2,1 km², dos quais 2,1 km² cobertos por terra e 0,0 km² cobertos por água. Coin localiza-se a aproximadamente 332 m acima do nível do mar.

## Localidades na vizinhança
O diagrama seguinte representa as localidades num raio de 16 km ao redor de Coin.